# East Branch Reservoir
East Branch Reservoir, znany również jako Sodom Reservoir – zbiornik retencyjny w stanie Nowy Jork, w hrabstwie Putnam, utworzony na rzece East Branch Croton River, należący do sieci wodociągowej miasta Nowy Jork, oddany do użytku w 1891 r.
Powierzchnia zbiornika wynosi 1062 akry (4,30 km2), średnia głębokość to 32 stopy (9,8 m), a maks. głębia to 62 stopy (19 m). Zbiornik mieści 5 200 000 galonów amerykańskich (20 000 m3) wody.
Woda ze zbiornika wypływa poprzez East Branch Croton River, płynie do Diverting Reservoir, a następnie do New Croton Reservoir. Zbiornik otrzymuje wodę pochodzącą z Bog Brook Reservoir.